# 압력 탱크

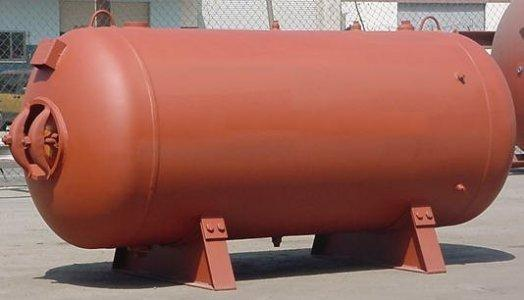

압력 탱크는 펌프의 배출관 말단에 연결한 밀폐탱크로 탱크 상부를 공기로 채워 가압상태로 물을 저장하며, 펌프 정지시에도 물이 탱크에서 공급 가능하고 압력에 따라 펌프의 on-off 제어를 할 수 있는 탱크이다.